# Kollet (Télimélé)
Pour les articles homonymes, voir Kollet.
Kollet est une sous-préfecture de Télimélé, chef-lieu de la préfecture de Télimélé, dans la région de Kindia en Guinée.

## Population
La population de Kollet est estimer à 37 443 en 2020.

## Infrastructure
Kollet est une localité qui abrite les deux plus grands barrages électriques de la Guinée notamment le barrage de Kaléta et de Souapiti.